# Autorun
Autorun syftar på möjligheten att låta programkod köras automatiskt från en CD-skiva, ett USB-minne eller liknande medium då detta ansluts till datorn.
Autorun-funktionaliteten är praktisk till exempel då man lägger in en installationsskiva, ett spel eller liknande i datorns cd-spelare, varvid programmet startas automatiskt. Den är dock ett betydande säkerhetshål, eftersom det inte finns något yttre skillnad mellan sådana skivor och skivor som antas vara normala musik- eller dataskivor. Funktionaliteten borde alltså kopplas på endast tillfälligt.

## Windows
Autorun-funktionaliten är aktiverad som förval i operativsystemet Windows 95 och senare (genom explorer) och måste deaktiveras manuellt, antingen helt (via registret eller ex. TweakUI) eller för enskilda skivor och minneskort (genom att hålla SHIFT-tangenten nere då skivan sätts in i spelaren). Oberoende av denna inställning körs autorun-programmet då man dubbelklickar på skivans ikon.

## Medier att akta sig för
Liksom man brukar försöka att filtrera bort programfiler ur e-post och uppmanas att aldrig köra sådana, så borde inte främmande skivor och USB-minnen användas med autorun-funktionaliteten aktiv.
Inte heller stora kommersiella bolag behöver vara pålitliga: Sony BMG använde 2004-2005 autorun-funktionaliteten för att via musik-cd:n installera spionprogram och dölja dessa med en rootkit. Rootkiten installerades oberoende av huruvida man godkände det avtal som visades upp av autorun-programmet.
Ibland används autorun-funktionaliteten på överraskande sätt utan att koden ifråga är avsedd att lura användaren, till exempel har en del USB-minnen inbyggd tilläggsfunktionalitet. Även sådana program är problematiska, då de kan innehålla felaktig programkod eller andra egenskaper som stör systemets normala funktion.